# Кальне (Бориспільський район)
Кальне — колишнє село в Україні, входило до складу Бориспільского району Київської області. У 1970-х роках село було затоплене водами Канівського водосховища.
Приблизно до 1940-х років у селі діяла Кальнівська, або Кальнянська, сільрада, що входила спочатку до Рогозівського, а потім до Ржищівського району. Сільраді підпорядковувалося лише село Кальне.

## Історія
В Універсалі гетьмана Скоропадського генеральному хорунжому Івану Сулимі від 19 листопада 1712 року згадуються села Старе і Кальне.
При Гетьманьщині, адміністративно селище Кальне належало до Вороньківської сотні.
Було приписане до Миколаївської церкви у Рудякові
За описом Київського намісництва 1781 року в Кальному було 50 хат. За описом 1787 року в селищі проживало 175 душ. Село було у власності «казених людей», козаків і власника — бунчукового товариша Сулими.
Є на мапі 1812 року.
У 1904 році освячена своя Богослівська церква.
До 1923 року село входило до Єрковецької волості Переяславського повіту Київської губернії. На той час у селі діяла Кальнівська сільрада і налічувалося 132 господарства, у яких проживало 553 людей (275 чоловіків і 278 жінок).
У 1923 році село і сільрада були включені до новоутвореного Рогозівського району Київської округи.
Станом на 17 грудня 1926 року село і сільрада, що вже називалася Кальнянська, вже входили до Ржищівського району Київської округи, а у селі налічувалося 127 господарств і проживала 591 людина.
У вересні 1943 року біля Кального та Гусинців точилися запеклі бої, де 838-й стрілецький полк 237-ї стрілецької дивізії вийшов на східний берег Дніпра.
Станом на 1 вересня 1946 року село Кальне вже не мало власної сільради і входило до Гребенівської сільради Ржищівського району.
30 грудня 1962 року Ржищівський район було ліквідовано, а село Кальне і Гребенівську сільраду було включено до складу Кагарлицького району.
4 січня 1965 року Гребенівську сільраду було перезатверджено у складі Кагарлицького району.
3 квітня 1965 року село Кальне було передане до складу Бориспільського району з підпорядкуванням Рудяківській сільраді.
26 січня 1971 року було видано рішення виконавчого комітету Київської обласної ради депутатів трудящих № 74 «Про зміни в адміністративнотериторіальному поділі Бориспільського району». Згідно з ним, у зв'язку з переселенням жителів із зони затоплення водоймищем Канівської ГЕС, виключені з облікових даних села Бориспільського району: Гусинці Гусинцівської сільради; Кальне і Рудяків Рудяківської сільради.